# Mehriz megye
Mehriz megye (perzsául: شهرستان مهریز)  Irán Jazd tartományának egyik megyéje az ország középső részén.
Északon Jazd megye, keleten Báfg megye, délkeleten Kermán tartomány, délnyugaton Marvaszt megye, nyugaton pedig Taft megye határolja. Székhelye és egyetlen városa Mehriz. Egyetlen kerület alkotja (Központi kerület (Mehriz megye)). Lakossága a 2016-os népszámlálás szerint 51.733 fő volt.